# Амон Печерський
Амон затвірник Печерський, Аммон, Аммоній (13 століття, Київ) — православний святий, чернець Печерського монастиря. Преподобний. Пам'ять 10 вересня і 17 жовтня.

## Життєпис
Преподобний Амон жив ймовірно в 2-й пол. XIII ст., тому що про нього як і про всіх Києво-Печерських святих, які жили під час або деякий час після монголо-татарської навали, збереглось дуже мало відомостей. За припущенням архієпископа Модеста (Стрельбицького), він жив у Лаврі в XI—XII століттях. В «Тератургімі» Афанасія (Кальнофойського) (1638), святий Амон називається «працелюбним». Святий, за благословенням ігумена здійснив паломництво до Єрусалиму і на Афон. Після повернення був для печерських ченців прикладом святого життя.
Святой Амон любив бідність і дбав про придбання нетлінних багатств на небі. Зачинившись у печері, він своїми подвигами зневажив всі ворожі підступи. Представившись душею Господу, знайшов у Ньому вічний спокій, а тіло ж його святе покладено в цій печері.
Місцеву канонізацію подвижника здійснили в XVII ст.

В акафісті всім Печерським преподобним про нього сказано: 
|  | «Радуйся, Аммоне, бо древніх отців ти в подвигах наслідував всеусердно.». |

.
Його мощі спочивають у Дальніх печерах, напроти мощей преподобного Мардарія Затвірника

## Іконографія
В іконописному оригіналі кін. XVIII ст. про вигляд святого Амона сказано: «Сед, брада аки у Сергия, на конце поуже, на главе клабук черн, риза преподобническая, испод празелен».
На зображеннях Собору Києво-Печерських святих святий представлений, як правило, в правій групі в чернечому вбранні, з куколем на голові, за прп. Феодосієм Печерським, в ряду іноків, які спочивають у Дальніх печерах. Його образ, має деякі індивідуальні особливості (запалі щоки), поміщений крайнім справа в 6-му ряду на гравюрі кін. XVIII — поч. XIX ст., на іконі 1-ї пол. XIX ст., ймовірно з майстерні Києво-Печерської лаври. На літографії 1859 року, яка видана А. Абрамовим, розфарбованої літографії 1883 р. майстерні А. Абрамова святий поміщений першим в 8-му ряду з написом на німбі: «Преп. Амонъ за[творник]» (виражених індивідуальних рис не має).

## Пам'ять
Пам'ять преподобного Амона Печерського вшановується 10 вересня і 17 жовтня.